# The Grand Rapids Press

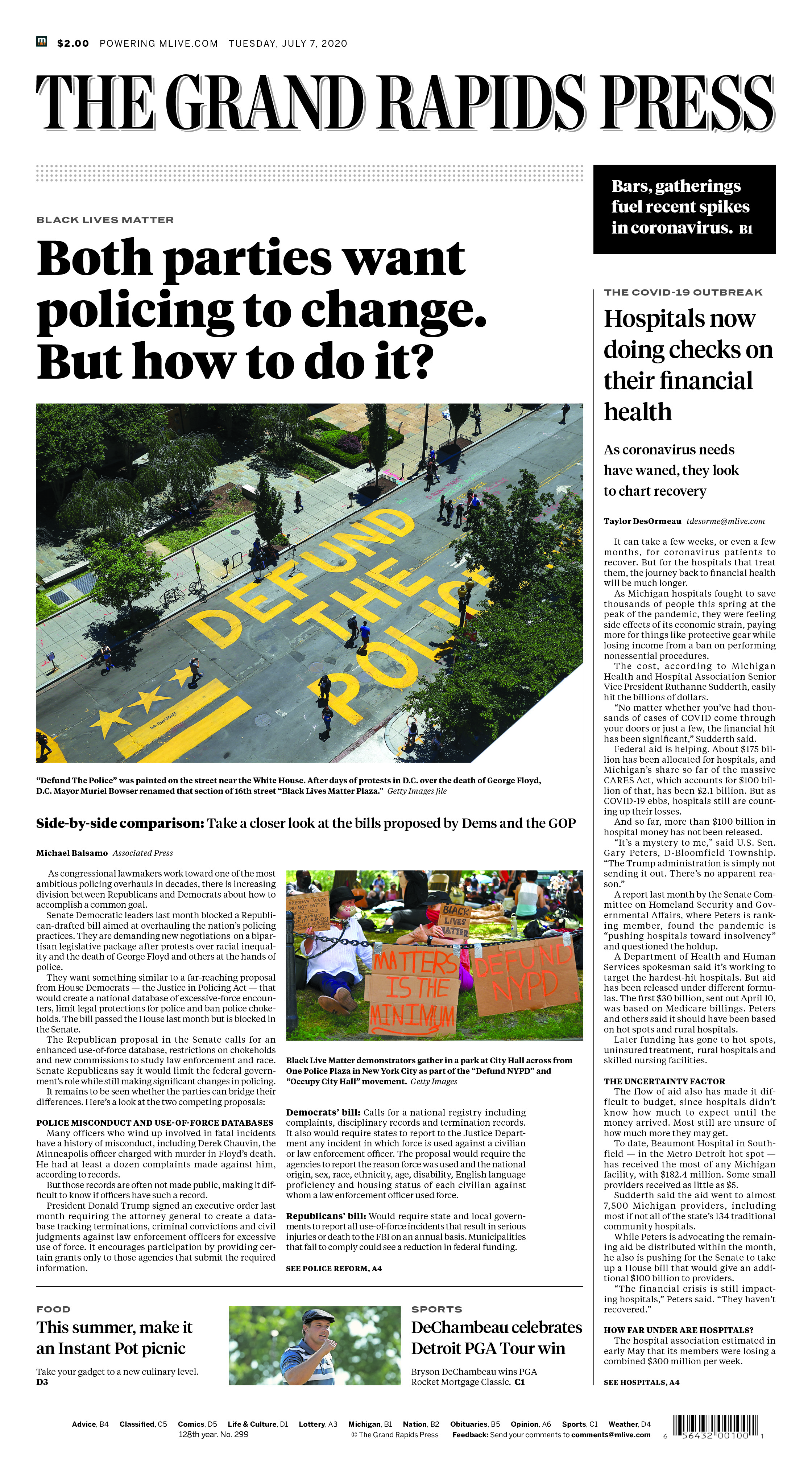
Première page du Grand Rapids Press du 7 juillet 2020

The Grand Rapids Press est le principal quotidien de Grand Rapids (Michigan), la deuxième ville du Michigan.

## Histoire
Le journal ne prendra son titre actuel qu'en 1913. Il s'appelle tout d'abord The Morning Press, lorsqu'il est fondé par William J. Sproat le 1er septembre 1890, au 63 Pearl Street, au moment où la ville est en pleine croissance démographique. Deux ans après, le magnat des médias George G. Booth, gendre de James Edmund Scripps (1882–1952), journaliste et homme d'affaires américain du Michigan l'a racheté. Il décide d'en faire à partir du 1er janvier 1893 un quotidien du soir, comme l'est The Detroit News, membre aussi de l'Evening Press Association qu'il a fondée. Son frère Edmund Wood Booth (1866-1927) en devient le patron. 
Plus tard, George G. Booth rachète deux autres quotidiens de et décide de donner à leur association le nom de The Grand Rapids Press, en 1913 Il souhaite que frère Edmund Wood Booth (1866-1927) devienne le patron non seulement de ce regroupement mais de l'ensemble du groupe de presse qui est créé l'année suivante, lorsque l'autre frère frère, Ralph Harmann Booth (1873-1931) y apporte d'autres journaux. Avec un tirage quotidien de 88 000 exemplaires, c'est au début du XXe siècle, le plus vendu des quotidiens de l'empire de presse des Booth, la Booth Publishing Company En 2011, c'était le 76e quotidiens des États-Unis avec un tirage moyen prouvé de 133.000 exemplaires en semaine.